# Balneario Buenos Aires
Balneario Buenos Aires és un balneari de l'Uruguai ubicat al sud del departament de Maldonado. Es troba sobre la costa de l'oceà Atlàntic, sobre la ruta 10, 2,5 km a l'est del seu encreuament amb la ruta 109. Limita amb el balneari de Manantiales a l'oest, mentre que 2,5 km a l'est s'ubica el petit balneari d'Edén Rock.

## Població
Segons les dades del cens de 2004, Balneario Buenos Aires tenia una població aproximada de 509 habitants i comptava amb 548 habitatges.
| Any  | Població |
| ---- | -------- |
| 1963 | 8        |
| 1975 | 8        |
| 1985 | 26       |
| 1996 | 190      |
| 2004 | 509      |
| 2011 | 1551     |